# 高島村 (滋賀県)
高島村（たかしまむら）は、滋賀県高島郡にあった村。現在の高島市の南端部、鴨川の中・上流域にあたる。

## 地理
- 山岳：岳山、釈迦岳、釣瓶岳、蛇谷ヶ峰
- 河川：鴨川、和田打川

## 歴史
- 1889年（明治22年）4月1日 - 町村制の施行により、拝戸村・高島村・鹿ヶ瀬村・黒谷村・畑村の区域をもって発足。
- 1943年（昭和18年）4月29日 - 大溝町・水尾村と合併して高島町が発足。同日高島村廃止。